# Earl of Eldon

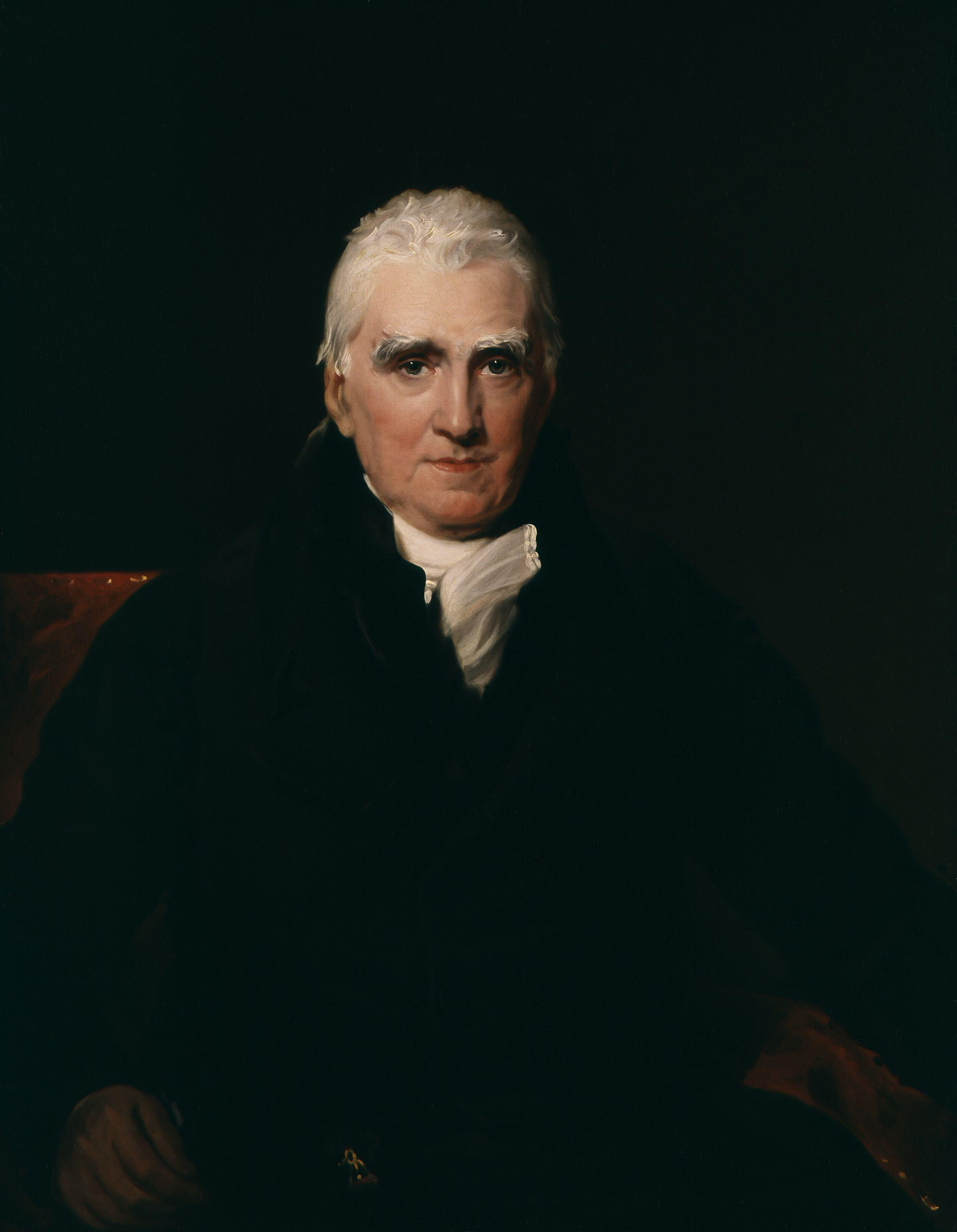
John Scott, 1. Earl of Eldon (1826)

Wappen der Earls of Eldon

Earl of Eldon, in the County Palatine of Durham, ist ein erblicher britischer Adelstitel in der Peerage of the United Kingdom. 

## Verleihung
Der Titel wurde am 7. Juli 1821 an den Anwalt und Politiker John Scott, 1. Baron Eldon, der von 1801 bis 1806 sowie von 1807 bis 1827 das Amt des Lordkanzlers bekleidete, verliehen.

## Nachgeordnete Titel
Zusammen mit der Earlswürde wurde der Titel eines Viscount Encombe, of Encombe in the County of Dorset, verliehen, der ebenfalls zur Peerage of the United Kingdom gehört. Er wird vom Titelerben (heir apparent) als Höflichkeitstitel geführt.
Bereits am 18. Juli 1799 war John Scott der Titel Baron Eldon, of Eldon in the County Palatine of Durham, verliehen worden. Dieser Titel gehört zur Peerage of Great Britain.
William Scott, 1. Baron Stowell, war der ältere Bruder des ersten Earl of Eldon. 

## Earls of Eldon (1821)
- John Scott, 1. Earl of Eldon (1751–1838)
- John Scott, 2. Earl of Eldon (1805–1854)
- John Scott, 3. Earl of Eldon (1845–1926)
- John Scott, 4. Earl of Eldon (1899–1976)
- John Scott, 5. Earl of Eldon (* 1937)

Titelerbe ist der Sohn des derzeitigen Earls, John Scott, Viscount Encombe (* 1962).